# Ramalinga Reddy
Pour les articles homonymes, voir Reddy (homonymie).
 (décembre 2018).
Si vous disposez d'ouvrages ou d'articles de référence ou si vous connaissez des sites web de qualité traitant du thème abordé ici, merci de compléter l'article en donnant les références utiles à sa vérifiabilité et en les liant à la section « Notes et références ».
R. Ramalinga Reddy est un homme politique indien
Il a été sept fois élu à l'Assemblée législative de Bangalore, quatre fois dans la circonscription de Jayanagar, et trois fois dans la circonscription BTM Disposition.
Ramalinga Reddy a été intronisé en tant que ministre du Cabinet en mai 2013 ainsi que Ministre des Transports et du Développement de Bengaluru. Il a été le Ministre de l'intérieur du Karnataka pour une brève période. 